# Ovelles i llops
Ovelles i llops (rus: Волки и овцы: бе-е-е-зумное превращение ) és una pel·lícula de comèdia fantàstica d'animació russa del 2016, dirigida per Andrei Galat i Maksim Volkov. La història original, la primera de Wizart Animation, conté elements del conte de fades El llop i les set cabretes i els conceptes del llop amb pell d'ovella. Es tracta d'un llop despreocupat a qui li agrada caçar ovelles, però un dia descobreix que ell mateix s'ha transformat màgicament en una ovella. S'ha doblat al valencià per a À Punt.
Encara que les reaccions de la crítica van ser majoritàriament positives al seu país natal, la pel·lícula va rebre crítiques generalment negatives en altres països, pel guió, la trama, les caracteritzacions i pel coneixement tradicional; tot i que l'animació va rebre alguns elogis. Va guanyar el premi Unicorn d'Or a la millor pel·lícula d'animació, el Gran Premi del Festival Internacional de Cinema Infantil Guro i el Trofeu de Cristall del Festival de Cinema de Catalina.
Malgrat la mala recepció de la pel·lícula i la poca taquilla, el 2019 es va estrenar una seqüela titulada Volki i ovtsi: Khod svinioi.